# The Big Bang Theory/Staffel 9
Die neunte Staffel der US-amerikanischen Sitcom The Big Bang Theory feierte ihre Premiere am 21. September 2015 auf dem Sender CBS. Die deutschsprachige Erstausstrahlung sendete der deutsche Free-TV-Sender ProSieben vom 4. Januar bis zum 21. November 2016.

## Darsteller
| Rollenname                                   | Schauspieler   |
| -------------------------------------------- | -------------- |
| Dr. Leonard Leakey Hofstadter                | Johnny Galecki |
| Dr. Dr. Sheldon Lee Cooper                   | Jim Parsons    |
| Penny Hofstadter                             | Kaley Cuoco    |
| Howard Joel Wolowitz, M.Eng.                 | Simon Helberg  |
| Dr. Rajesh „Raj“ Ramayan Koothrappali        | Kunal Nayyar   |
| Dr. Bernadette Maryann Rostenkowski-Wolowitz | Melissa Rauch  |
| Dr. Amy Farrah Fowler                        | Mayim Bialik   |
| Stuart Bloom                                 | Kevin Sussman  |
| Emily Sweeney                                | Laura Spencer  |

## Episoden
| Nr. (ges.) | Nr. (St.) | Deutscher Titel                        | Originaltitel                   | Erstausstrahlung USA | Deutschsprachige Erstausstrahlung (D) | Regie           | Drehbuch | Quoten (USA) |
| --- | --------- | -------------------------------------- | ------------------------------- | -------------------- | ------------------------------------- | --------------- | --- | ------------ |
| 184 | 1         | Hochzeitsnacht mit Sheldon             | The Matrimonial Momentum        | 21. Sep. 2015        | 4. Jan. 2016                          | Mark Cendrowski | Steven Molaro, Steve Holland & Eric Kaplan Idee: Chuck Lorre, Jim Reynolds & Maria Ferrari                     | 18,20 Mio.   |
| Leonard und Penny sind in Las Vegas angekommen und bereiten sich für die Hochzeit vor, als Sheldon Leonard anruft um ihm zu erzählen, dass Amy mit ihm Schluss gemacht hat. Zur selben Zeit ruft Penny Amy an um sie nach der Trennung zu fragen. Sheldon fährt zu Amy, da er das Ende der Beziehung nicht akzeptieren möchte und erfährt, dass sie auf dem Weg zu Howard und Bernadette ist, um sich die Hochzeit per Live Stream anzuschauen und er nicht eingeladen wurde. Sheldon taucht jedoch trotzdem bei seinen Freunden auf und setzt Amy wegen ihrer Pause weiterhin unter Druck. Währenddessen sollen sich Penny und Leonard ihre Ehegelübde vortragen. Als Penny merkt, dass sie nicht so gut vorbereitet ist wie Leonard, trägt sie den Songtext You’ve Got a Friend in Me aus Toy Story vor, da sie weiß, dass Leonard den Film liebt. Amy ist von Sheldons Provokationen genervt, beendet ihre Nachdenkzeit und somit die Beziehung endgültig, während sich Penny und Leonard zeitgleich das Ja-Wort geben. In der Hochzeitsnacht kommt es zwischen Penny und Leonard zum Streit, als diese erfährt, dass die Frau aus seinem Seitensprung immer noch mit ihm zusammen arbeitet. Die beiden reisen wieder ab. Sheldon besucht Penny, um sie zu trösten, erfährt jedoch von ihr, dass sie schon länger wusste, dass Amy überlegt, sich von Sheldon zu trennen, worauf hin er ihre Wohnung verärgert verlässt. |           |                                        |                                 |                      |                                       |                 | |              |
| 185 | 2         | Ehevollzug!                            | The Separation Oscillation      | 28. Sep. 2015        | 11. Jan. 2016                         | Mark Cendrowski | Chuck Lorre, Jim Reynolds & Maria Ferrari Idee: Steven Molaro, Steve Holland & Tara Hernandez                  | 15,23 Mio.   |
| Leonard kann wegen seiner Eheprobleme nicht schlafen. Als die ebenfalls schlaflose Penny vorbeikommt, schlägt Sheldon zur Lösung der Ehekrise vor, dass Penny, um das Gleichgewicht der Beziehung wiederherzustellen, ebenfalls fremdküssen soll. Als Sheldon anmerkt, dass er gerade Single ist, küsst er, um die Ehe seines besten Freundes zu retten, Penny leidenschaftlich. Daraufhin erwacht Leonard schweißgebadet. Sheldon versucht erfolglos, Amy für eine weitere Aufzeichnung von Spaß mit Flaggen zu gewinnen, und bringt ihr ihre Sachen zurück, worunter sich allerdings ein BH von Penny befindet. Leonard erkundigt sich nach Eheberatungstarifen und spricht sich mit Penny aus. Sheldon bringt ein Treffen von Penny und Leonards Arbeitskollegin Mandy Chow, die Leonard geküsst hatte, ins Spiel, das Penny aber ablehnt. Sheldon zeichnet eine neue Folge von Spaß mit Flaggen ohne Amy auf, in der er Flaggen von (vermutlich von Frauen) auseinandergerissen Staaten präsentiert. Leonard hat eine Aussprache mit Mandy Chow und gesteht Penny nach einem längeren Gespräch seine Liebe. Amy unterbricht, nachdem sie die aktuelle Folge von Spaß mit Flaggen gesehen hat, wutentbrannt Sheldons Hochzeitsgeschenk-Übergabe an die Hofstadters, woraufhin sich Sheldon unbegründeterweise Hoffnungen auf eine Fortführung seiner Beziehung mit Amy macht.                                            |           |                                        |                                 |                      |                                       |                 | |              |
| 186 | 3         | Feynmans Van                           | The Bachelor Party Corrosion    | 5. Okt. 2015         | 18. Jan. 2016                         | Mark Cendrowski | Steven Molaro, Steve Holland & Eric Kaplan Idee: Dave Goetsch, Jim Reynolds & Jeremy Howe                      | 15,40 Mio.   |
| Da Leonard und Penny spontan geheiratet haben, hatte er keinen Junggesellenabschied. Deswegen hat sich Howard den Van, der einst Richard Feynman gehörte, ausgeliehen. Howard und Raj wollen mit Leonard und Sheldon in Feymanns ehemaliges Ferienhaus nach Mexiko fahren. Auf dem Junggesellinnenabschied von Penny überreden Amy und Bernadette Penny dazu, ihrem Vater die Hochzeit zu beichten. Dieser beichtet Penny im Gegenzug, er hätte ihr Lieblingsschwein vor ungefähr einem Jahr überfahren. Amy möchte ihren Look nach der Trennung von Sheldon verändern und sich deshalb Ohrlöcher stechen lassen. Die Jungs sind währenddessen in Mexiko angekommen, wo sie eine Reifenpanne haben. Sie schaffen es nicht, die letzte Radmutter zu lösen. Als sie es mit einer physikalischen Lösung versuchen, brennt ihnen der Van ab. Amy soll die Trennung von Sheldon ihrer Mutter beichten, worauf hin sie zur Strafe von ihrer Mutter in Pennys Schrank geschickt wird. |           |                                        |                                 |                      |                                       |                 | |              |
| 187 | 4         | Zurück nach 2003                       | The 2003 Approximation          | 12. Okt. 2015        | 25. Jan. 2016                         | Mark Cendrowski | Steven Molaro, Maria Ferrari & Tara Hernandez Idee: Chuck Lorre, Steve Holland & Eric Kaplan                   | 14,96 Mio.   |
| Weil Leonard ausziehen will, da er jetzt mit Penny verheiratet ist, flippt Sheldon aus und versetzt sein Leben wieder zurück ins Jahr 2003, bevor er Leonard kennengelernt hatte. Er sucht einen neuen Mitbewohner, unter anderem Amy. Er dekoriert seine Wohnung wieder ins Jahr 2003. Sheldon macht Leonard ein schlechtes Gewissen. Daraufhin zieht Leonard wieder bei Sheldon ein. Währenddessen gründen Howard und Raj eine Band namens Footprints on the Moon, nachdem Stuart Musiker für den Comicbuchladen sucht. Sie schreiben ihren ersten Song. Jedoch meint Emily, dass man bei dem Song nicht tanzen könnte. Daraufhin streiten sich Raj und Howard, versöhnen sich aber schnell wieder. |           |                                        |                                 |                      |                                       |                 | |              |
| 188 | 5         | Duell in drei Jahren                   | The Perspiration Implementation | 19. Okt. 2015        | 1. Feb. 2016                          | Mark Cendrowski | Steve Holland, Jim Reynolds & Saladin Patterson Idee: Chuck Lorre, Eric Kaplan & Maria Ferrari                 | 14,68 Mio.   |
| Die Jungs wollen sich sportlich mehr betätigen. Deswegen belegen sie einen Fechtkurs, der von Barry Kripke geleitet wird. Sie lernen die Grundtechniken, wenn Kripke jedoch abgelenkt ist, machen sie einen Schwertkampf. Kripke bekommt jedoch Wind davon, dass Amy sich von Sheldon getrennt hat und ist deshalb an ihr interessiert. Als sie in einer Sportbar sind, versucht Sheldon, eine Frau kennenzulernen. Stuart will den Comicbuchladen weiblicher gestalten und fragt Amy, Penny und Bernadette um Rat. Im Internet stehen viele negative Kritiken über Stuart. Er benimmt sich Frauen gegenüber verzweifelt und hoffnungslos, da er hofft, eine Beziehung zu führen. |           |                                        |                                 |                      |                                       |                 | |              |
| 189 | 6         | Die Helium-Krise                       | The Helium Insufficiency        | 26. Okt. 2015        | 8. Feb. 2016                          | Mark Cendrowski | Steven Molaro, Eric Kaplan & Jim Reynolds Idee: Steve Holland, Maria Ferrari & Anthony Del Broccolo            | 16,23 Mio.   |
| Schwedische Physiker wollen Sheldons und Leonards physikalische Theorie zuerst experimentell beweisen. Leonard und Sheldon brauchen noch Helium für das Experiment und fragen Barry Kripke danach. Er braucht es jedoch selber und da sie es auf normalem Wege nicht bekommen, schauen sie sich nach einem „Dealer“ um, der ihnen das Helium verkauft. Sie sind sich aber bei der Sache unsicher und geben das Helium zunächst wieder ab, dann kaufen sie das Helium aber erneut von dem Dealer. Währenddessen wollen die Anderen Amy auf einer Dating-App mit einem Mann verkuppeln. Dann erfahren sie, dass sich Amy mit einem Mann namens Dave trifft. |           |                                        |                                 |                      |                                       |                 | |              |
| 190 | 7         | Die Spockumentation                    | The Spock Resonance             | 5. Nov. 2015         | 15. Feb. 2016                         | Nikki Lorre     | Steven Molaro, Steve Holland & Jeremy Howe Idee: Chuck Lorre, Jim Reynolds & Tara Hernandez                    | 14,81 Mio.   |
| Wil Wheaton und Adam Nimoy drehen eine Dokumentation über Mr. Spock. Da diese Figur Sheldon in der Kindheit inspirierte, wird auch er interviewt. Nach ein paar Infos schweifen sie vom Thema ab und Leonard und Penny erfahren, dass Sheldon sich mit Amy verloben wollte, bevor sie sich jedoch getrennt haben. Sheldon macht sich nun auf dem Weg zu Amy, um sie zu heiraten. Er sieht sie jedoch mit einem anderen Mann. Bernadette will das Haus renovieren lassen, jedoch stimmt Howard ihr nicht zu, weil jeder Raum ihn an seine Mutter erinnert. Beim Untersuchen unter dem Haus mit Bernadettes Vater Mike erzählt dieser, dass Bernadette gesagt hätte, dass Howard keine Kinder wolle. Howard erklärt jedoch, dass Bernadette keine Kinder will. Sie belauscht das Gespräch und stampft auf dem Boden herum, um das Gespräch abzubrechen. Dabei bekommen Howard und Mike viel Dreck ab. Howard verspricht Bernadette, dass er sich in der Hausarbeit mehr beteiligen möchte. Er hatte sich selbst versprochen, nachdem sein Vater ihn und seine Mutter verlassen hatte, dass er seine zukünftigen Kinder nicht im Stich lässen würde. |           |                                        |                                 |                      |                                       |                 | |              |
| 191 | 8         | Spione wie wir                         | The Mystery Date Observation    | 12. Nov. 2015        | 22. Feb. 2016                         | Mark Cendrowski | Steven Molaro, Eric Kaplan & Jim Reynolds Idee: Chuck Lorre, Steve Holland & Tara Hernandez                    | 14,91 Mio.   |
| Sheldon will mithilfe von Howard und Raj eine Freundin suchen und sie haben die Idee, Rätsel auf einer Dating-Seite zu setzen, um so die perfekte Partnerin zu findet. Die Rätsel müssen in einer bestimmten Zeit gelöst werden und führen die potenzielle Freundin zu Sheldons Wohnung. Als die Zeit gerade abgelaufen ist, klopft eine attraktive Frau an, jedoch schickt Sheldon sie wieder fort, weil sie zu spät dran ist. Amy trifft sich mit ihrem Lover Dave in einem Restaurant, während sie von Leonard, Penny und Bernadette beobachtet wird. Doch dann wird Amy das Date unangenehm, da Dave ein großer Fan von Sheldon ist. Dann bemerkt Amy die Spione. |           |                                        |                                 |                      |                                       |                 | |              |
| 192 | 9         | Karotte in Dessous                     | The Platonic Permutation        | 19. Nov. 2015        | 29. Feb. 2016                         | Mark Cendrowski | Jim Reynolds, Jeremy Howe & Tara Hernandez Idee: Steve Holland, Maria Ferrari & Adam Faberman                  | 15,19 Mio.   |
| An Thanksgiving wollen Amy und Sheldon in ein Aquarium gehen und daraufhin essen gehen, ohne dabei als Paar aufzufallen. Amy ruft Sheldon zum Schluss an und fragt, ob sie nochmal zusammen sein wollen, was Sheldon ablehnt. Howard, Bernadette, Raj und Emily wollen in der Suppenküche helfen, was Howard gar nicht passt, weil er abwaschen muss. Als er dann alleine ist, ist er begeistert, als der Visionär Elon Musk ihm hilft, und sie freunden sich an. Leonard und Penny kochen gemeinsam am ersten Thanksgiving als Ehepaar. Leonard kennt Penny und ihr Leben auswendig, da er ihr Tagebuch gelesen hat. Sie ist wütend und er entschuldigt sich, indem er ein Dessous trägt und ein Schild hat, auf dem steht, dass er ihr Tagebuch gelesen hat. Er strippt vor ihr, als er von Howard, Bernadette, Raj und Emily erwischt wird. |           |                                        |                                 |                      |                                       |                 | |              |
| 193 | 10        | Der Ohrwurm                            | The Earworm Reverberation       | 10. Dez. 2015        | 7. März 2016                          | Mark Cendrowski | Eric Kaplan, Jim Reynolds & Saladin Patterson Idee: Steven Molaro, Steve Holland & Jeremy Howe                 | 15,27 Mio.   |
| Sheldon hat einen Ohrwurm und er bringt damit alle auf die Palme, da er nicht weiß, welchen Song er summt. Er denkt, dass er verrückt wird, wie jeder Wissenschaftler vor ihm. Schließlich fällt ihm ein, dass es der Song Darlin von den Beach Boys ist. In dem Text geht es um einen komischen Kauz, bis eine Frau in seinem Leben auftaucht und ihn ändert. So war es auch bei Sheldon und Amy. Sie versöhnen sich und werden wieder ein Paar. Howard und Raj haben schon einen ersten Fan ihrer Band Footprints on the Moon. Sie observieren den Fan und sind anfangs schwer begeistert, doch dann merken sie, dass ihr Fan ekelhafte Angewohnheiten hat. |           |                                        |                                 |                      |                                       |                 | |              |
| 194 | 11        | Premierenfieber                        | The Opening Night Excitation    | 17. Dez. 2015        | 14. März 2016                         | Mark Cendrowski | Steven Molaro, Eric Kaplan & Tara Hernandez Idee: Steve Holland, Jim Reynolds & Maria Ferrari                  | 17,22 Mio.   |
| Der neue Star-Wars-Film ist im Kino und die Jungs haben sich online Karten gekauft und sind begeistert. Aber der Tag der Premiere ist auch Amys Geburtstag und Sheldon muss passen. Also nehmen Leonard, Howard und Raj Wil Wheaton mit, der sich aber als Mr. Spock verkleidet und im Kino ausgebuht wird. Währenddessen macht Sheldon Penny und Bernadette Vorschläge, was er Amy zum Geburtstag schenken könnte. Sie sind geschockt, als sie erfahren, dass Sheldon mit Amy Sex haben möchte. Am Geburtstag schlafen sie miteinander und sind sehr begeistert davon. |           |                                        |                                 |                      |                                       |                 | |              |
| 195 | 12        | Der romantische Asteroid               | The Sales Call Sublimation      | 7. Jan. 2016         | 21. März 2016                         | Mark Cendrowski | Steve Holland, Jim Reynolds & Saladin Patterson Idee: Steven Molaro, Maria Ferrari & Anthony Del Broccolo      | 15,85 Mio.   |
| Sheldon sucht eine Wochenendbeschäftigung, weil Amy auf einer Konferenz ist. So hilft er Raj im Labor bei der Auswertung von Daten. Sie entdecken dabei einen unbekannten Asteroiden. Sie überlegen, wie sie ihn taufen sollen, verwerfen aber die Idee einer Kombination ihrer beiden Nachnamen: Kooper, aus Koothrappali und Cooper. Stuart will ausziehen, weil Howard und Bernadette umbauen wollen. Howard und Bernadette freuen sich, da sie jetzt auch Zeit für sich haben. Bernadette kommt es trotzdem so vor, dass Stuart nachts noch da ist, was er auch ist. Sheldon erzählt Amy, dass er mit Raj einen Asteroiden entdeckt hat und diesen auf den Namen „Amy“ getauft hat; dafür müssen alle ihre Kinder auf den Namen „Rajesh“ getauft werden, auch die Mädchen. |           |                                        |                                 |                      |                                       |                 | |              |
| 196 | 13        | Die Sheldon-Cooper-Entschuldigungstour | The Empathy Optimization        | 14. Jan. 2016        | 29. Aug. 2016                         | Mark Cendrowski | Chuck Lorre, Eric Kaplan & Dave Geotsch Idee: Steven Molaro, Steve Holland & Saladin K. Patterson              | 15,75 Mio.   |
| Da Sheldon krank war und er sich nicht freundlich gegenüber seinen Freunden verhalten hat, sind die anderen nicht sehr erfreut. Als die Clique nach Las Vegas fahren möchte und Sheldon nicht mitnehmen, fragt er sich, warum. Amy bringt ihm Empathie bei und er solle sich bei seinen Freunden entschuldigen. Also besucht er jeden Einzelnen und entschuldigt sich. Alle haben ihn wieder lieb gewonnen, nur Emily nimmt seine Entschuldigung nicht an, da er sie dabei wieder beleidigt. Die Clique befindet sich im Bus, als Sheldon auftaucht und sich ernsthaft bei Emily entschuldigt. Nun darf er mit nach Las Vegas. |           |                                        |                                 |                      |                                       |                 | |              |
| 197 | 14        | Der Besuch der alten Dame              | The Meemaw Materialization      | 4. Feb. 2016         | 5. Sept. 2016                         | Mark Cendrowski | Chuck Lorre, Jim Reynolds & Maria Ferrari Idee: Steven Molaro, Steve Holland & Tara Hernandez                  | 15,29 Mio.   |
| Sheldons Großmutter Constance (June Squibb) kommt zu Besuch und er freut sich schon riesig auf sie. Sie möchte Amy unter die Lupe nehmen und kann sie nicht leiden, weil diese mit Sheldon Schluss gemacht hatte und sie nicht will, dass Amy den Ring bekommt, den Sheldon ihr schenken wollte. Diesmal stellt sich Sheldon gegen seine Omi und verteidigt seine Freundin. Da Sheldons Omi mit ihrem Mann ähnliches durchgemacht hat wie Amy, gibt sie der Verbindung schließlich ihren Segen. Raj trifft im Comicbuchladen die Drehbuchautorin Claire. Er hilft ihr bei ihrem Drehbuch und ist verschossen in sie. Dabei zweifelt er an der Beziehung zwischen ihm und Emily. |           |                                        |                                 |                      |                                       |                 | |              |
| 198 | 15        | Tränen am Valentinstag                 | The Valentino Submergence       | 11. Feb. 2016        | 12. Sept. 2016                        | Mark Cendrowski | Steven Molaro, Jim Reynolds & Tara Hernandez Idee: Steve Holland, Eric Kaplan & Jeremy Howe                    | 16,25 Mio.   |
| Raj macht mit Emily Schluss, da er hofft, eine Beziehung mit Claire beginnen zu können. Diese ist aber bereits wieder vergeben. Daraufhin heult er sich bei Amy und Sheldon aus, während diese zusammen eine Live-Stream-Episode von Spaß mit Flaggen moderieren. Sheldon ist nach einer Weile genervt, da nicht mehr über Flaggen gesprochen wird. Leonard und Penny haben einen Tisch in einem Restaurant reserviert. Da sie im Restaurant lange auf den reservierten Tisch warten müssen, versucht Penny mit dem Rezeptionisten zu flirten. Der junge Mann spricht sie aber mit „Ma’am“ an. Leonard und Penny merken, dass sie nicht mehr die Jüngsten sind und wollen etwas machen, woran sie sich im Alter erinnern können. Sie platzen daraufhin konfettiwerfend in „Spaß mit Flaggen“ rein. Howard und Bernadette wollen den neuen Whirlpool ausprobieren. Sie merken, dass ein Tier in dem Pool schwimmt. Sie fischen es aus dem Wasser. Dann bemerken sie, dass es ein junges Kaninchen ist und kümmern sich um das Tier. Howard wird gebissen und fährt ins Krankenhaus. Bernadette flüstert dem Tier zu, dass sie schwanger ist. |           |                                        |                                 |                      |                                       |                 | |              |
| 199 | 16        | Die positive Negativreaktion           | The Positive Negative Reaction  | 18. Feb. 2016        | 19. Sept. 2016                        | Mark Cendrowski | Eric Kaplan, Jim Reynolds & Saladin Patterson Idee: Steven Molaro, Steve Holland & Maria Ferrari               | 15,24 Mio.   |
| Als Bernadette Howard erzählt, dass sie schwanger ist, flippt er wegen der Nachricht aus und flüchtet zu Leonard und Sheldon. Bernadette erzählt Amy und Penny von der guten Nachricht und Penny fällt ein, dass Howard und Bernadette bei ihnen waren. Darauf erwähnt sie, dass sie Sex auf dem Bett von Sheldon hatten. Währenddessen gehen Leonard, Sheldon, Howard und Raj in eine Karaoke-Bar und feiern Howard. Dann stoßen noch die Girls dazu und Howard entschuldigt sich bei Bernadette für sein Verhalten. Daraufhin singen alle Lieder für Bernadette. Dann erfährt Sheldon im betrunkenen Zustand vom Sex von Howard und Bernadette auf seinem Bett. |           |                                        |                                 |                      |                                       |                 | |              |
| 200 | 17        | Lebe lang und in Frieden               | The Celebration Experimentation | 25. Feb. 2016        | 26. Sept. 2016                        | Mark Cendrowski | Chuck Lorre, Eric Kaplan & Jeremy Howe Idee: Steven Molaro, Steve Holland & Tara Hernandez                     | 15,94 Mio.   |
| Amy spricht mit Sheldon über seinen nächsten Geburtstag. Er kann Geburtstage nicht leiden, da seine Schwester und ihre Freundinnen ihn an seinem Geburtstag immer geärgert haben und ihm sagten, Batman würde kommen. Also beschließen die anderen eine Party für Sheldon zu schmeißen und laden sogar Adam West ein. Als Sheldon jedoch die vielen Leute sieht, flüchtet er ins Badezimmer, da es ihm zu viel wird. Als er wieder herauskommt, hält jeder der Gäste eine Geburtstagsrede. Zum Schluss ruft auch noch Professor Hawking an und gratuliert Sheldon zum Geburtstag. |           |                                        |                                 |                      |                                       |                 | |              |
| 201 | 18        | Zwischen zwei Frauen                   | The Application Deterioration   | 10. März 2016        | 10. Okt. 2016                         | Mark Cendrowski | Steven Molaro, Eric Kaplan & Adam Faberman Idee: Steve Holland, Jim Reynolds & Maria Ferrari                   | 14,68 Mio.   |
| Leonard, Sheldon und Howard wollen sich ihre Idee für ein Gyroskop patentieren lassen. Doch die Universität wird 75 Prozent der Einnahmen bekommen, weshalb sie zunächst einen Vertrag ablehnen, zumal Howard als NASA-Angestellter nichts bekommen soll. Schließlich besinnen sie sich und schließen einen Vertrag, in dem bestimmt wird, dass alle Einnahmen durch drei geteilt werden. Doch Bernadette hat Bedenken wegen Sheldon, weil dieser sich immer über Howard lustig macht. Daraufhin erweitert Sheldon den Vertrag: Fortan darf er sich nicht mehr in irgendeiner Weise über Howard lustig machen und außerdem fließen 25 Prozent von Sheldons Einnahmen auf ein Sonderkonto für Howards und Bernadettes erstes Kind, damit dieses eine gute Ausbildung bekommt. Raj steckt in der Klemme, denn Emily hat ihm ein Valentinstagsgeschenk gebracht, denn sie will mit ihm wieder zusammenkommen. Aber Claire hat Lust auf eine Beziehung mit Raj, weshalb Raj sich auf der Autofahrt nicht entscheiden kann. Zum Schluss schläft er doch wieder mit Emily. |           |                                        |                                 |                      |                                       |                 | |              |
| 202 | 19        | Das emotionale Außenklo                | The Solder Excursion Diversion  | 31. März 2016        | 17. Okt. 2016                         | Mark Cendrowski | Bill Prady, Eric Kaplan & Maria Ferrari Idee: Steven Molaro, Steve Holland & Saladin K. Patterson              | 14,24 Mio.   |
| Sheldons Laptop ist kaputt. Während er in tiefer Trauer steckt, besorgt Amy ihm noch einen besseren Laptop. Doch er kann sich nicht vom alten Laptop trennen. Dann offenbart er Amy sein größtes Geheimnis: Er besitzt einen Lagerraum, in dem er alles ordnet, was er besitzt. Dann überredet Amy ihm, mit etwas kleines anzufangen und Sheldon schmeißt seinen Golfball weg. Als er den Raum zumacht, wirft er den Ball wieder zurück. Penny und Bernadette wollen Leonard und Howard bei der Arbeit helfen. Als sie Material kaufen, gehen sie in eine kostenlose Vorstellung des Films Suicide Squad und ärgern Raj. Der erzählt es Penny und Bernadette. Sie wollen so tun, als ob sie nichts davon wissen und Raj soll sich im Schrank verstecken. Doch Leonard und Howard entschuldigen sich bei ihren Frauen. |           |                                        |                                 |                      |                                       |                 | |              |
| 203 | 20        | Die Hütte im Wald                      | The Big Bear Precipitation      | 7. Apr. 2016         | 24. Okt. 2016                         | Mark Cendrowski | Chuck Lorre, Dave Goetsch & Tara Hernandez Idee: Steven Molaro, Steve Holland & Jim Reynolds                   | 13,50 Mio.   |
| Sheldon ist begeistert von seiner VR-Brille, in der er die Natur genießen kann. Daraufhin schlägt Amy vor, dass sie eine Hütte mitten im Wald mieten und dort übernachten könnten und Sheldon willigt ein. In der Hütte fangen Leonard, Penny, Amy und Sheldon an, ein Trinkspiel zu spielen, in der sie Geheimnisse über sich verraten müssen. Penny reagiert geschockt, dass Leonard ein geheimes Konto mit Geld besitzt und sie keinen Zutritt hat. Penny verrät jedoch, dass sie mit ihrem Job als Pharmaverkäuferin nicht mehr zufrieden ist. Zum Schluss spielen noch Sheldon und Amy, bis Amy ihren Wein trinkt, weil sie einmal alle Knöpfe im Fahrstuhl gedrückt hat. Howard ist von Raj genervt, weil der sich riesig auf das ungeborene Kind freut und sich um Bernadette kümmert und einen großen Teddybären kauft. Doch bald haben die beiden ein schlechtes Gewissen und vertragen sich mit Raj und das Ultraschallgerät ausprobieren wollen. |           |                                        |                                 |                      |                                       |                 | |              |
| 204 | 21        | Die tödliche Mortadella                | The Viewing Party Combustion    | 21. Apr. 2016        | 31. Okt. 2016                         | Mark Cendrowski | Eric Kaplan, Maria Ferrari & Jeremy Howe Idee: Steven Molaro, Steve Holland & Tara Hernandez                   | 14,15 Mio.   |
| Die Jungs wollen einen Game-of-Thrones-Marathon veranstalten, als sich Leonard und Sheldon wegen der bevorstehenden Mitbewohner-Versammlung in die Haare kriegen, jedoch ist Penny auf Sheldons Seite, was Leonard schockiert. Amy, die dann auch noch hinzukommt, ist auf Leonards Seite. Auch Raj und Howard streiten, weil dieser von Rajs Geschichte, dass er eine Beziehung mit Emily und Claire hat, genervt ist. Als sie ankommen, gehen Sheldon, Penny und Raj in Pennys Wohnung und Leonard, Amy, Howard und Stuart, der dachte, es sei ein Kostümfest, in Leonards und Sheldons Wohnung. Leonard erfährt von Amy, dass Penny mithilfe von Sheldon die Mitbewohnervereinbarung zu ihren Gunsten manipuliert. Darauf eskaliert der Streit, jedoch hat Howard ein Sandwich gegessen, das Nüsse enthält und er muss ins Krankenhaus. |           |                                        |                                 |                      |                                       |                 | |              |
| 205 | 22        | Freunde sind wie Toilettenpapier       | The Fermentation Bifurcation    | 28. Apr. 2016        | 7. Nov. 2016                          | Nikki Lorre     | Steven Molaro, Jim Reynolds & Anthony Del Broccolo Idee: Chuck Lorre, Steve Holland, Tara Hernandez            | 14,13 Mio.   |
| Penny gewinnt einen Abend in einem Weinladen, um dort Weinproben zu genießen. Jedoch sagen Bernadette und Sheldon ab, da Bernadette schwanger ist und Sheldon keinen Alkohol trinkt. Der Rest der Gruppe verbringt den Abend im Laden, als sie Pennys' Ex-Freund Zack treffen. Bald lernt die Gruppe Rajs' neue Freundin Claire kennen. Raj möchte jedoch seine zweite Beziehung mit Emily geheim halten. Durch einen Reinfall erzählt Raj von seinen Frauengeschichten. Sheldon und Bernadette verbringen den Abend miteinander, in dem sie über Züge und verschiedene Toastbrotsorten sprechen und eine Runde Dungeons & Dragons spielen. Bernadettes' Vorahnung, dass der Abend mit Sheldon der letzte Albtraum wäre, erweist sich als unwahr. |           |                                        |                                 |                      |                                       |                 | |              |
| 206 | 23        | Das Warteschlangen-Problem             | The Line Substitution Solution  | 5. Mai 2016          | 14. Nov. 2016                         | Anthony Rich    | Steve Holland, Saladin K. Patterson & Maria Ferrari Idee: Steve Holland, Saladin K. Patterson & Tara Hernandez | 13,22 Mio.   |
| Leonard, Sheldon, Howard und Raj wollen eine Avengers-Aufführung ansehen, jedoch versetzt Sheldon Amy mal wieder, da sie mit ihm shoppen möchte. Als sie in der Schlange stehen, bezahlt Sheldon Stuart, damit er den Tag mit Amy verbringen kann. Daraufhin lässt Stuart von Amy ausrichten, dass Sheldon ein Arsch ist, jedoch rennt Sheldon zu Amy und entschuldigt sich. Als er wieder mit Stuart tauscht, taucht ein Mann auf, der sich zu seinen Freunden vordrängelt, von Sheldon konfrontiert wird und u. a. diese Konfrontation mit der Bürgerrechtlerin Rosa Parks vergleicht. Schließlich kommen sie doch noch in den Film. Penny soll Leonards Mutter Beverly vom Flughafen abholen. Während sie sich bemüht, eine Beziehung zu ihr aufzubauen, fühlt sich Penny gleichzeitig verletzt und beleidigt. Jedoch erwähnt Beverly, dass sie gerne auf der Hochzeit ihres Sohnes dabei gewesen wäre. |           |                                        |                                 |                      |                                       |                 | |              |
| 207 | 24        | Die Annäherungs-Versuchung             | The Convergence Convergence     | 12. Mai 2016         | 21. Nov. 2016                         | Mark Cendrowski | Steven Molaro, Tara Hernandez & Adam Faberman Idee: Chuck Lorre, Steve Holland & Jeremy Howe                   | 14,73 Mio.   |
| Penny will mit Leonard noch einmal eine Hochzeit feiern. Dieses Mal aber mit der „Familie“. Sheldon lädt auch seine Mutter dazu ein. Zudem kommt auch Leonards Vater (Judd Hirsch), der natürlich gleich das Streiten mit seiner Ex-Frau anfängt. Er und Sheldons Mutter kommen sich im Laufe der Feier näher und verlassen auch zusammen die Festlichkeiten. Währenddessen arbeitet Howard mit Raj am Gyroskop. Er bekommt eine E-Mail der US Air Force und verfällt zugleich in Verfolgungswahn. Als ihn bei der Fahrt zur Hochzeitsfeier ein Wagen verfolgt (was in Wirklichkeit Penny, Leonard und dessen Vater sind) versucht Howard diesem zu entkommen. Da er dabei in eine Verkehrskontrolle kommt, können Howard, Bernadette und Raj nicht an der Hochzeitsfeier teilnehmen. |           |                                        |                                 |                      |                                       |                 | |              |

## DVD-Veröffentlichung
In den Vereinigten Staaten wurde die DVD zur neunten Staffel am 13. September 2016 veröffentlicht. Im Vereinigten Königreich bzw. in Deutschland ist die DVD zur neunten Staffel seit dem 29. August 2016 bzw. seit dem 15. Dezember 2016 erhältlich.